# Девотченко, Алексей Валерьевич
Алексе́й Вале́рьевич Дево́тченко (14 октября 1965, Ленинград — 5 ноября 2014, Москва) — российский актёр театра и кино. Заслуженный артист Российской Федерации (2006), лауреат двух Государственных премий Российской Федерации в области литературы и искусства (от всех наград отказался в 2011 году).

## Биография
Алексей Девотченко родился 14 октября 1965 года в Ленинграде, в 1973—1983 годах учился в школе № 179 Калининского района. Ещё в школе начал играть в Театре юношеского творчества (ТЮТ) при Ленинградском дворце пионеров.
После школы поступил в Ленинградский государственный институт театра, музыки и кинематографии имени Н. К. Черкасова, попал в мастерскую Аркадия Кацмана, но на втором курсе призвали в армию. После возвращения из армии вернулся в мастерскую Льва Додина. В 1990 году окончил институт.
В 2001 году уехал с семьёй в Германию по программе контингентных беженцев, но потом вернулся.
С 2012 года Девотченко жил в Москве, в Санкт-Петербурге у него остались жена Светлана Фридман и сын Кирилл Девотченко. Его жена окончила театроведческий факультет Ленинградского института театра музыки и кинематографии, работала в ТЮЗе в педагогической части. В ТЮЗе С. Фридман и познакомилась с Алексеем.
31 января 2012 года был избит «некими дагестанцами» в метро на станции «Шаболовская», причиной инцидента послужил внешний вид артиста — серьга на его левом ухе.

### Смерть

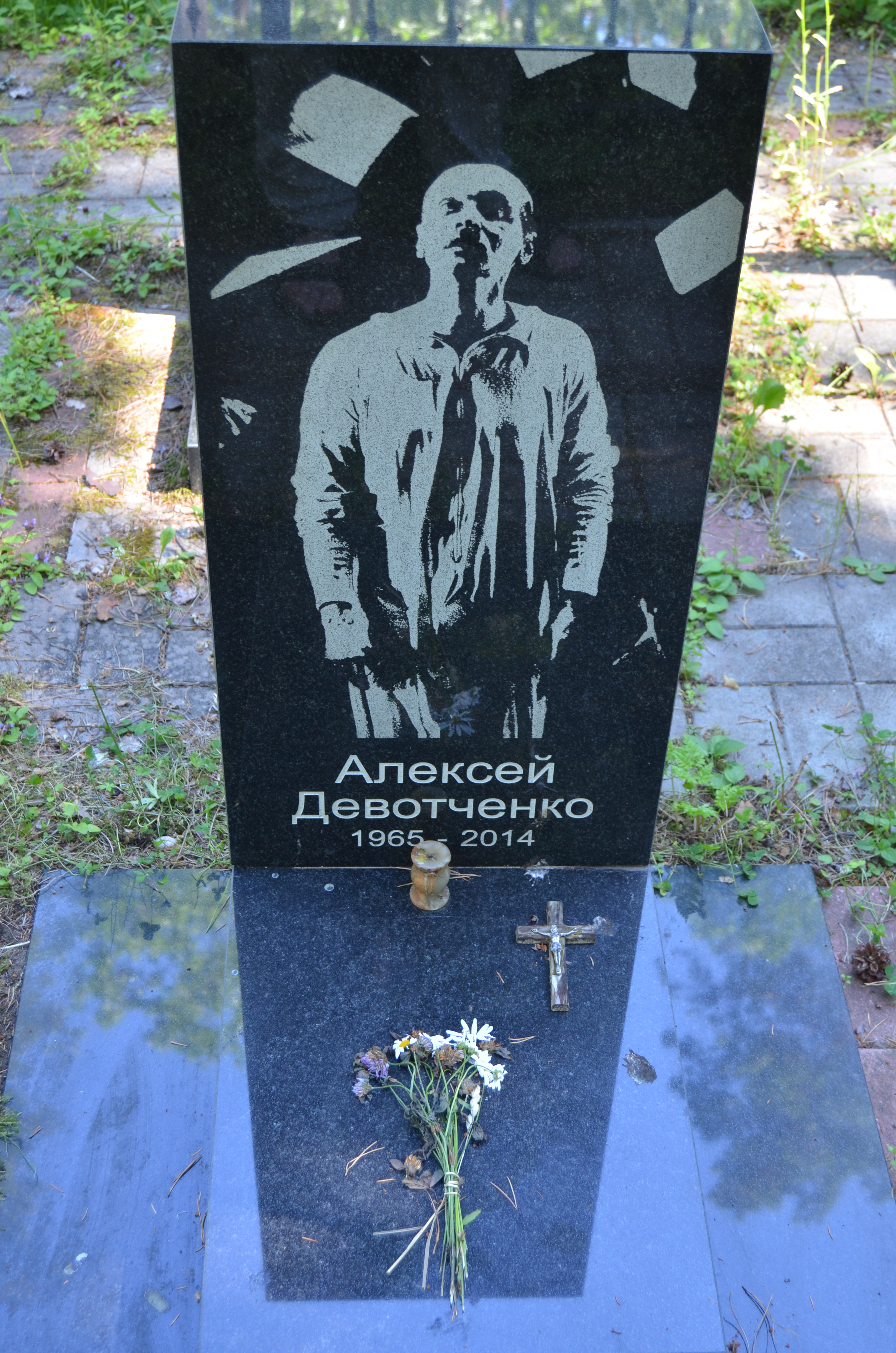
Могила Алексея Девотченко на Комаровском некрополе

5 ноября 2014 года на 50-м году жизни Девотченко был найден мёртвым в съёмной квартире в Москве. По словам Ольги Курносовой и Станислава Садальского, он был убит.
8 ноября 2014 года в «Гоголь-центре» состоялось прощание с Девотченко.
С просьбами к губернатору Санкт-Петербурга разрешить захоронение Девотченко на Комаровском кладбище обратились десять депутатов законодательного собрания Санкт-Петербурга, художественный руководитель МХТ им. Чехова — Олег Табаков и режиссёр Валерий Фокин. Прах Девотченко был захоронен 19 ноября на Комаровском кладбище. На погребение пришли близкие и друзья артиста.
На 40-й день после смерти телеканал ВГТРК «Культура» выпустил программу «Послушайте!». 27 декабря 2014 года в Санкт-Петербургском Музее Достоевского состоялся некоммерческий показ видеозаписи спектакля по произведениям Оскара Уайльда «DE PROFUNDIS / <Послание с Того Света>» (сценическая композиция Олега Дмитриева при участии Алексея Девотченко).

## Общественная и гражданская позиция
Являлся членом Объединённого гражданского фронта в Санкт-Петербурге, участником Маршей несогласных. 10 марта 2010 года подписал обращение российской оппозиции «Путин должен уйти». Принимал участие в других политических акциях либерального направления.
18 ноября 2011 года в своём блоге в Живом журнале Девотченко объявил, что отказывается от звания «заслуженный артист России» и двух Государственных премий России.
В марте 2014 года подписал письмо «Мы с Вами!» КиноСоюза в поддержку Украины. Также подписал обращение инициативной группы по проведению конгресса интеллигенции «Против войны, против самоизоляции России, против реставрации тоталитаризма».
13 апреля 2014 принял участие в митинге «Марш Правды», 21 сентября — в «Марше мира».

## Творчество
Актёр работал в ТЮЗе им. А. А. Брянцева, в Детском драматическом театре «На Неве», в Театре им. Ленсовета, в Камерной филармонии, Театре на Литейном, Александринском театре, БДТ им. Г. А. Товстоногова, МДТ — Театре Европы.
С 2011 по 2012 год — в Московском театре юного зрителя.
С 2012 по 2014 год — в труппе Московского Художественного театра им. А. П. Чехова, принимал участие в постановках Гоголь-Центра.

### Роли в театре
- «Концерт Саши Чёрного для фортепиано с артистом» — режиссёр Г. Козлов
- Спектакль по мотивам романа М. Е. Салтыкова-Щедрина «Дневник провинциала в Петербурге» — режиссёр Г. Козлов
- «Эпитафия» по прозе Эдуарда Лимонова и поэзии Тимура Кибирова
- «Записки сумасшедшего» (Н. Гоголь) — режиссёр К. Гинкас
- «Песни западных славян»
- «Пушкин. Театр. Трагедия. Актёр» (режиссёр В. Михельсон)
- «Вальс на прощание» (И. Бродский) (режиссёр В. Михельсон)
- «Над пропастью во ржи» Дж. Сэлинджера (режиссёр А. Андреев) — Холден Колфилд
- «Преступление и наказание»[20][21] Ф. Достоевского (режиссёр Г. Козлов) — Порфирий Петрович
- «Соната счастливого города» О. Уайльда (режиссёр Г. Козлов) — Принц
- «Маленькие трагедии» А. Пушкина (режиссёр Г. Козлов) — Барон, Сальери
- «Вишнёвый сад» А. Чехова (режиссёр Р. Смирнов) — Лопахин
- «Молли Суини» Б. Фрила (режиссёр Л. Додин) — мистер Райс
- «Живой труп» Л. Толстого (режиссёр В. Фокин) — Александров
- «Гуадеамус» по повести С. Каледина «Стройбат» (режиссёр Л. Додин)
- «Пьеса без названия» А. Чехова (режиссёр Л. Додин)
- «Горе от ума» А. Грибоедова (режиссёр А. Андреев) — Репетилов
- «Король Лир» У. Шекспира (режиссёр Л. Додин) — Шут
- «Лес» А. Островского (режиссёр Г. Козлов) — Счастливцев
- «Клаустрофобия» (режиссёр Л.Додин)[22]
- «Сказание о царе Петре и убиенном сыне его Алексее»[23][24] Ф. Горенштейна (режиссёр А. Галибин) — Царевич Алексей
- «P. S. капельмейстера Иоганнеса Крейслера, его автора и их возлюбленной Юлии»[25] Э. Т. А. Гофмана и В. А. Моцарта (режиссёр Г. Козлов) — Крейслер
- «Дон Карлос» (БДТ им. Товстоногова)
- «Ревизор»[26] Н. Гоголя (режиссёр В. Фокин) — Хлестаков
- «Двойник»[27] Ф. Достоевского (режиссёр В. Фокин) — Голядкин-младший
- «De profundis. < Послание с Того Света >»[28] Оскар Уайльд (режиссёр О. Дмитриев, МДТ-Театра Европы). Творческий проект Алексея Девотченко
- «Записки сумасшедшего» (режиссёр К. Гинкас) — Поприщин
- «Калигула» (режиссёр Э. Някрошюс) — Керея (Театр Наций)
- «Зойкина квартира» М. Булгакова (режиссёр К. Серебренников) — Павел Фёдорович Обольянинов (МХТ им. А. П. Чехова)
- «Свадьба Кречинского» А. Сухово-Кобылина (режиссёр В. Мейкшанс) — Фёдор (МХТ им. А. П. Чехова)
- «Я — или Бог — или никто» по А. Пушкину (режиссёр А. Маликов) — Моцарт (Продюсерская компания «РУС АРТ»).
- «Гамлет» У. Шекспира (режиссёр Давид Бове) — Полоний (Гоголь-Центр)
- «Мёртвые души» Н. Гоголя (режиссёр К. Серебренников) — Фетинья / Плюшкин (Гоголь-Центр)
- «Мученик» М. фон Майенбурга (режиссёр К. Серебренников) — Отец Всеволод (Гоголь-Центр)
- «Творческий Проект Алексея Девотченко» (моноспектакли)

### Фильмография
- 1990 — «Духов день» — обитатель пансионата
- 1991 — «Меченые» — эсер
- 1991 — «Улыбка» —
- 1992 — «Томас Бекет» (фильм-спектакль) — Монашек[29]
- 1993 — «Конь белый» — начальник особого отдела
- 1998 — «Тело будет предано земле, а старший мичман будет петь» — режиссёр в театре
- 1998 — «Улицы разбитых фонарей», сезон 1, серия 26 «Обнесенные Ветром» — Коля Ветров, лже-Игорь Голубцов
- 1998 — «Витёк» (клип на песню Игоря Демарина) — посетитель бара
- 1999 — «Барак» — Герка Белена
- 2000 — «Бандитский Петербург. Фильм 1. Барон» — Степан Марков, старший оперуполномоченный ОРБ, капитан милиции (1-я, 3-я — 5-я серии)
- 2000 — «Бандитский Петербург. Фильм 2. Адвокат» — Степан Марков, старший оперуполномоченный капитан милиции (1, 4—5, 7—8, 9 серии) (убит в 9-й серии бандитами при задержании)
- 2000 — «Охота на Золушку» — Влас
- 2001 — «Убойная сила 2» — Зябликов
- 2002 — «По имени Барон» — бандит «Старший»
- 2002 — «Чёрный ворон», серия 62 — врач
- 2003 — «Последний поезд» — Ралиф, офицер в госпитале
- 2003 — «Красное небо. Чёрный снег» — Шатров
- 2003 — «Русские страшилки», серия 16 «Город счастья» — строитель Петя Иванов
- 2003 — «Ревизор» (теле-версия спектакля) — Хлестаков
- 2003 — «Сибирочка» — Зуб
- 2004 — «Агент национальной безопасности», 5 сезон,  1 серия  «Фамильные драгоценности» — Тарас
- 2004 — «Конвой PQ-17» — капитан Зиггерс
- 2004 — «Легенда о Тампуке» — бандит Спец
- 2004 — «Мужчины не плачут» — Янычар
- 2004 — «Опера. Хроники убойного отдела 1», серия 1 и 2 («Почерк убийцы») — Петр Кузькин
- 2005 — «Вепрь» — Паскевич в молодости
- 2005 — «Господа присяжные» — Муравьев
- 2005 — «Золотой телёнок» — Александр Иванович Корейко, подпольный миллионер
- 2006 — «Викинг» — Филин
- 2006 — «Столыпин… Невыученные уроки» — Борис Савинков
- 2007 — «Агитбригада „Бей врага!“» — Кольчугин
- 2008 — «Августейший посол»
- 2008 — «Куклы колдуна» — Алексей Черешин («Чиря»), рецидивист
- 2008 — «Не думай про белых обезьян» — Гена Мурин, художник
- 2008 — «Боец-2. Рождение легенды» — Игорь Иванович «Чекист»
- 2008 — «Полторы комнаты, или Сентиментальное путешествие на родину» —
- 2008 — «Серебро (Путь на Мангазею)» — думный дьяк Гавренёв
- 2008 — «Трудно быть мачо» — Харламов
- 2009 — «Никто не придёт назад» (новелла)[30] — жених
- 2009 — «Первый дом. Ближе, чем кажется...»
- 2009 — «Платина-2» — Вовк
- 2010 — «Гаишники» (фильм №16  — «От судьбы не уйти») — Шрек, налётчик
- 2010 — «Концерт Саши Чёрного для фортепиано с артистом» (телеспектакль) — Он[31][32]
- 2010 — «Южный календарь» (новелла «Ничего») — Алексей Алексеевич Мищенко, директор исторического музея
- 2011 — «Защита свидетелей» — Сева Гай
- 2011 — «По поводу мокрого снега…» — человек из подполья
- 2011 — «Сильная» — Мясо
- 2011 — «Маяковский. Два дня» — Велимир Хлебников
- 2011 — «Честь» — Олег Трофимов
- 2011 — «Ялта-45» — Шебеко, доктор
- 2012 — «Поклонница» — Альфред Гной
- 2012 — «Наружное наблюдение» — Ростислав Евгеньевич Чекмарев «Ростик»
- 2013 — «Вагончик мой дальний» («Летящие по ветру листья») — Фишер
- 2014 — «Порок сердца» (короткометражный) — гей [33][34]
- 2015 — «Как Майкл» — Женя-Сено
- 2015 — «Праздник непослушания» — злой волшебник Фортунат[35]
- 2015 — «Моя бабушка Фанни Каплан / Моя бабуся Фані Каплан» — Ленин[36]

### Документальные фильмы
- 2005 — «Хроническому пессимисту с любовью. Саша Чёрный» (телеканал «Культура») — содержит фрагменты фильма «Концерт Саши Чёрного для фортепиано с артистом», интервью[37]
- 2009 — «Оправдание Гоголя» (телеканал «Культура») — ведущий, читает тексты Гоголя (из пьес, повестей, писем)[38][39]
- 2010 — «Новые Алды. Без срока давности» — читает закадровый текст[40]
- 2011 — «Виктор Соснора. Пришелец» (телеканал «Культура») — читает закадровый текст[41][42]
- 2012 — «Послушайте! Вечер Алексея Девотченко» (телеканал «Культура») — читает стихотворения Иосифа Бродского[43]
- 2012 — «Утомленные властью: весеннее обострение» — человек-краб, читает закадровый текст[44]
- 2014 — «Таинственная повесть». К 200-летию Михаила Лермонтова (телеканал «Культура») — читает стихотворения, отрывки из романа «Герой нашего времени»[45]
- 2014 — «В стране невыносимой боли» / цикл передач «Приют комедиантов» — документальный фильм об Алексее Девотченко (запись 2005 года)[46].

### Дублирование
- 1996 — Песня о Волге / Сталинградская битва (кукольный спектакль), режиссёр Резо Габриадзе — участие в озвучивании[47]
- 2000 — «Агент национальной безопасности», сезон 2, серия 2 «Гордеев узел» — близнецы Кравцовы (роль Сергея Бехтерева)
- 2010 — «Кочегар» — роль Вячеслава Тельнова

### Композитор
«Концерт Саши Чёрного для фортепиано с артистом» — звучит музыка Девотченко, Массне, Бетховена, Огинского, Штрауса, Рахманинова.

## Награды и звания
- 1995 — лауреат премии «Золотой софит» в номинации «лучшая мужская роль» («Преступление и наказание»);
- 1998 — лауреат премии «Золотой софит» в номинации «лучший актёрский дуэт» («P. S.»);
- 1999 — лауреат премии «Золотой софит» в номинации «лучший актёрский дуэт» («Лес»)[48];
- 1999 — Государственная премия Российской Федерации в области литературы и искусства[49];
- 2003 — Государственная премия Российской Федерации в области литературы и искусства — за исполнение роли И. А. Хлестакова в спектакле «Ревизор» по пьесе Н. В. Гоголя[50];
- 2006 — Заслуженный артист Российской Федерации[51].